# Хізлевудит

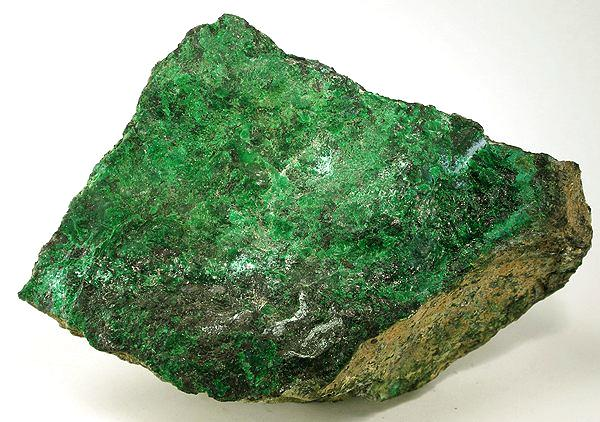
Хізлевудит

Хізлевудит — мінерал, сульфід нікелю ланцюжкової будови. За назвою річки Хізлевуд (Тасманія), W.F.Petterd, 1896. Синоніми: геацлевудит.

## Опис
Хімічна формула: Ni3S2. Містить (%): Ni — 73,3; S — 26,7.
Сингонія тригональна. Тригонально-трапецоедричний вид. Зустрічається у вигляді зернистих аґреґатів, дрібних кубічних кристалів, щільних мас. Вкрапленість у вигляді дрібненьких блискіток. Спайність по ромбоедру та по базису. Під тиском утворюються двійники по ромбоедрах. Густина 5,82. Тв. 4. Колір блідий жовто-бронзовий. Риса світла бронзова, блискуча. Блиск металічний. Непрозорий. Злом нерівний. В аншліфі жовту-вато-кремовий. Здатність відбиття висока. Магнітний. Анізотропний, з кольоровим ефектом. Зустрічається у вигляді вкрапленостей у серпентинітах і перидотитах. Супутні мінерали: пентландит, аваруїт, магнетит, халькопірит.

## Поширення
Знайдений серед серпентинітів у долині р. Хізлевуд (Півн.-Зах. Тасманія). Інші знахідки: Хірт (земля Каринтія, Австрія), Селва (кант. Ґраубюнден, Швейцарія), Олметта (о. Корсика, Франція), Норильськ, Красноярський край (Росія). Крім того, виявлений у метеоритах. Рідкісний.